# Batrisodes mississippiensis
Batrisodes mississippiensis är en skalbaggsart som beskrevs av Park 1956. Batrisodes mississippiensis ingår i släktet Batrisodes och familjen kortvingar. Inga underarter finns listade i Catalogue of Life.